# エヴァン・シュピーゲル
エヴァン・シュピーゲル（エヴァン・トーマス・シュピーゲル、Evan Thomas Spiegel 、1990年6月4日 - ）は、アメリカ合衆国の実業家であり、モバイルアプリケーション Snapchat を保有する Snap Inc. の共同創業者にして最高経営責任者。

## 来歴
スタンフォード大学在籍中に同じ寮の友人レギー・ブラウンが消えるメッセンジャーのアイデアを思いつき、かつて別のスタートアップで働いた２歳年上の友人ボビー・マーフィーをCTOとして加えてスナップチャットの元となる「ピカブー」を共に立ち上げた。その後、レギー・ブラウンと二人は対立、ブラウンを追放しアプリの名前を現在の Snapchat と改めた。追放後、ブラウンは二人を訴え2014年に177億円を現金で支払うことで両者は和解している。
2016年7月にオーストラリア出身のファッションモデルで俳優オーランド・ブルームの元妻であるミランダ・カーと婚約。

## Snapchat

### 買収の噂
Facebookが、Snapchatを買収しようとしたが、シュピーゲルは30億ドルあまりの買収の話を断ったと米Wall Street Journalが報じた。